# James Orthwein
James Busch Orthwein (né le 13 mars 1924 – mort le 15 août 2008) est un homme d'affaires américain et propriétaire des Patriots de la Nouvelle-Angleterre de 1992 à 1993.

## Carrière
Après ses études à l'université de Saint-Louis, Orthwein travaille à partir de 1947 dans le bureau de conseil en marketing de son père, D’Arcy Advertising Company, dont il devient PDG en 1970. Orthwein développera jusqu'en 1983 cette société à l'international, absorbant des agences concurrentes à Détroit et Londres. En 1985, il fusionne avec Benton & Bowles pour devenir D'Arcy Masius Benton & Bowles.
Orthwein devient membre du directoire des brasseries Anheuser-Busch en 1963 et siège jusqu'en 2001. Dès 1997, Orthwein détient pour 1.6 million d'actions dans le capital d'Anheuser-Busch, ce qui en fait le deuxième actionnaire derrière son cousin, le PDG August Busch III. En 1983, il crée un fonds d'investissement, Huntleigh Asset Partners qui deviendra plus tard Precise Capital.
Puis Orthwein rachète les Patriots de la Nouvelle-Angleterre à Victor Kiam en 1992. Il recrute Bill Parcells comme entraîneur-chef et change l'identité du club. Orthwein souhaite relocaliser la franchise dans sa ville de Saint-Louis et la renommer les Stallions de Saint-Louis. Mais Robert Kraft, qui possède le Foxboro Stadium et refuse le rachat du bail. Bloqué, Orthwein doit vendre la franchise et accepte l'offre record de 175 000 000 de dollars faite par Robert Kraft.
En 2008, il meurt d'un cancer à l'âge de 84 ans.